# Georg Schönberger
Theol. Dr. Georg Schönberger, SJ (1597, Innsbruck – 1. srpna 1645, Uherské Hradiště) byl jezuitský teolog a představený v 17. století, který byl rektorem olomoucké univerzity v letech 1640–1644. V době svého rektorského působení zažil švédskou okupaci Olomouce, a nakonec i s ostatními jezuity a zbytkem studentů v roce 1643 odešel.